# Diva Lyra
Diva Lyra (Caxambu, 17 de outubro de 1921 — Rio de Janeiro, 4 de novembro de 2011) foi uma compositora erudita e pianista brasileira. 
Foi também professora titular da Escola de Música da Universidade Federal do Rio de Janeiro. Parte de suas obras foram divulgadas em LP e CD pela Sony Music.

## Biografia
Nasceu no dia 17 de Outubro de 1921, em Caxambu, MG. Iniciou sua carreira Musical aos dez anos com a professora Firmina Rosa de Lima. Em 1935, ingressou na Escola Nacional de Música, estudando com os professores: José Raimundo (Teoria), Domingos Raymundo (Canto Coral), Sílvia B. Cunha (Harmonia), Paulo Silva (Composição) e J. Octaviano (Piano). Graduou-se em piano que lecionou na Escola de Música da UFRJ até se aposentar, em 1991, como Professora Titular. Como pianista, atuou em concertos; como solista no Theatro Municipal do Rio de Janeiro sob a regência do maestro Eleazar de Carvalho, na ORSEM da Escola de Música e na ABI. Obteve o título de Livre-Docente e Doutor em Música, por concurso de títulos e provas, e de Compositora Erudita pela Ordem dos Músicos, RJ, tendo várias obras suas incluídas em progrmas de concertos. Pertenceu à Academia Nacional de Música e à Academia Internacional de Música. Gravou dois discos em LP, no Salão Leopoldo Miguez, com várias composições de sua autoria para piano, violino, violoncelo, harpa e flauta, sendo a parte pianística executada pela autora.

## Obras
- La première chanson: violino e piano (1973)[3]
- Pérolas: valsa (1973)[4]
- Romance sem palavras no. 1: para piano (1979)[5]
- Reflexos: para piano (1979)[6]
- Dansa de Indio (197?)[7]
- Romance para piano (1979)[8]